# Siegerländer Rothaar-Vorhöhen

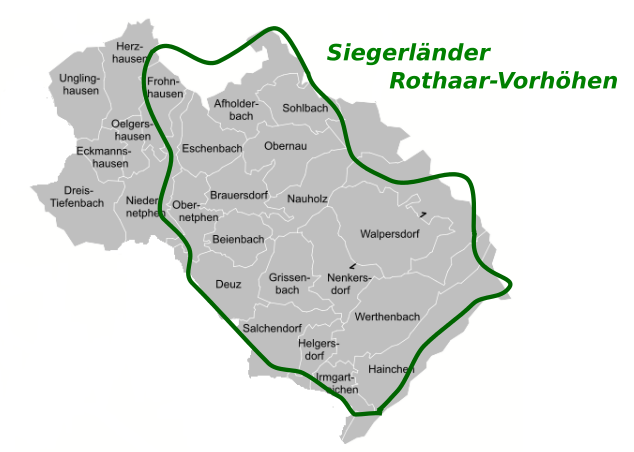
Siegerländer Rothaar-Vorhöhen mit der Gemarkung Netphen

Der Naturraum Siegerländer Rothaar-Vorhöhen, auch Siegquellbergland genannt, ist eine naturräumliche Einheit mit der Ordnungsnummer 331.2 innerhalb des Siegerlands (331). Er liegt gänzlich im nordrhein-westfälischen Kreis Siegen-Wittgenstein.

## Geographie

### Lage
Die Siegerländer Rothaar-Vorhöhen liegen bei der Kernstadt von Netphen im Naturpark Sauerland-Rothaargebirge und stoßen östlich bis nordöstlich an den Südauslauf des Rothaargebirges.
Der Naturraum erstreckt sich fast ausschließlich im Netphener Stadtgebiet; außerhalb des Naturraums liegen die Netphener Stadtteile Eckmannshausen, Oelgershausen, Herzhausen, Unglinghausen und Dreis-Tiefenbach. Sein Nordteil reicht in den Gebieten von Ruckersfeld, Oechelhausen und Lützel in das Stadtgebiet Hilchenbachs.
Die Außengrenze des Naturraums verläuft etwa von der Netphener Kernstadt nach Norden in Richtung des Hilchenbacher Stadtteils Ruckersfeld, dann ostwärts zum Hilchenbacher Stadtteil Lützel und südsüdostwärts zum Netphener Forsthaus Hohenroth. Danach führt sie ostsüdostwärts in Richtung des Bad Laaspher Stadtteils Großenbach, in dessen Nähe sie die Siegquelle passiert. Dann verläuft die Grenze vorbei an der Lahnquelle südwärts zum Jagdberg und über dessen westliche Hochlagen. Anschließend führt sie südwestwärts in Richtung des Netphener Stadtteils Hainchen und letztlich südwestlich vorbei am Netphener Stadtteil Deuz in Richtung Nordwesten zur Netphener Kernstadt.

### Naturräumliche Zuordnung und Nachbarn
Die Siegerländer Rothaar-Vorhöhen (Siegquellbergland; Nr. 331.2) sind eine Untereinheit der zur naturräumlichen Haupteinheitengruppe Süderbergland (33) gehörenden Haupteinheit Siegerland (331).
Naturräumliche Nachbareinheiten sind (im Uhrzeigersinn betrachtet):
- Südliches Siegener Bergland (331.04) im Südwesten, Nördliches Siegener Bergland (331.01) im Westen bis Nordwesten und Hilchenbacher Winkel (331.1) im Nordnordwesten; sie alle gehören auch zur Haupteinheit Siegerland (331).
- Lützeler Paß (333.13) im Nordnordosten, Ederkopf-Lahnkopf-Rücken (333.01) im Nordosten und Osten sowie Kalteiche (mit Haincher Höhe) (333.00) im Südosten; sie alle gehören zur Haupteinheit Rothaargebirge (mit Hochsauerland) (333).[1]

### Höhenlage und Berge
Die Siegerländer Rothaar-Vorhöhen liegen auf Höhen von etwa 270 m im Südwesten bis gut 630 m ü. NHN im Nordosten. Das Bergland des Naturraums steigt in Stufen an: So erheben sich im Südwesten die Kuppen nur auf etwa 400 m bis 500 m Höhe, im Nordosten hingegen auf 500 m bis über 630 m Höhe.
Folgende Berge befinden sich in den Siegerländer Rothaar-Vorhöhen oder in angrenzenden Landschaften:
Fünf Spalten der in der Ausgangsansicht absteigend nach Höhe in Meter (m) über Normalhöhennull (NHN; wenn nicht anders angegeben laut ) sortierten Tabelle sind durch Klick auf die Symbole bei ihren Überschriften sortierbar.
Spaltenerläuterungen:
Berg, Erhebung, Ausläufer:
In dieser Spalte sind Alternativnamen in Klammern gesetzt, kleingedruckt und kursiv geschrieben. Erhebungen, die aufgrund ihrer Dominanz und Prominenz keine eigenständigen Berge darstellen, sind mit dem Kürzel „Nk“ = Nebenkuppe gekennzeichnet, und zudem ist dort der Berg, dessen Ausläufer sie darstellen, genannt.
Gipfellage in Naturraum; angrenzender Naturraum und Nr./Nrn.:
In dieser Spalte ist die Nachbar-Naturraumeinheit genannt, in welcher der Gipfel liegt, wenn er sich nicht innerhalb der Siegerländer Rothaar-Vorhöhen oder auf deren Außengrenze befindet. Außerdem sind dort (weitere) angrenzende Naturräume erwähnt.
In der rechts benachbarten Spalte ist/sind die dazugehörige/n Naturraum-Nummer/n aufgeführt.
Lage:
In dieser Spalte ist/sind bei einem Objekt bei dem mindestens zwei Gemeinden gelistet sind, die Gemeinde/n, in deren Gebiet der Gipfel (sofern sich dieser nicht genau auf der Grenze befindet) liegt, fettgedruckt.
Abkürzungen:
Die in der Tabelle verwendeten Abkürzungen sind unten erläutert:
| Berg, Erhebung, Ausläufer (Geo-Koordinaten)                   | Höhe (m)          | Gipfellage (Gi) in Naturraum; angrenzender Naturraum            | Nr./ Nrn.     | Lage: Gemeinde/n – Ortschaft/en (bei/zwischen)                                                                           | Ort von (Lage in/mit NSG; Sehenswürdigkeiten; Gewässer/-quellen) | Bild                                                      |
| ------------------------------------------------------------- | ----------------- | --------------------------------------------------------------- | ------------- | --- | --- | --------------------------------------------------------- |
| Giller (Gillerberg) (⊙)                                       | 653,7             | Lützeler Paß                                                    | 333.13        | Hilchenbach – Grund – Lützel                                                                                             | NSG Rothaarkamm und Wiesentäler (n); Gillerturm (AT), Festivalort von KulturPur, Skigebiet Hilchenbach-Lützel; Q: Alte Netphe Q: Insbach (n) Q: Kleiner Wehbach (Kleiner Wähbach) Q: Lützelbach |                                                           |
| Jägerhain (Saukopf, Sonnenspitze) (⊙)                         | 650,7             | Ederkopf- Lahnkopf- Rücken (Gi)                                 | 333.01        | Bad Laasphe – Großenbach – Welschengeheu Erndtebrück – Benfe Netphen – Lahnhof – Walpersdorf                             | Q: Ahbach (n) Q: Großenbach Q: Ilm Q: Siegquelle | Blick zum Jägerhain (im Hintergrund)                      |
| Aukopf (⊙)                                                    | 644,9             | Ederkopf- Lahnkopf- Rücken                                      | 333.01        | Bad Laasphe – Großenbach Erndtebrück – Benfe – Waldheim Netphen – Walpersdorf                                            | Q: Ahbach (Abach) Q: Ahornbach Q: Siegquelle (n) |                                                           |
| Rauher Kopf (Rauer Kopf) Ostkuppe: Westkuppe: (⊙)             | 640,7 639,3       | Ederkopf- Lahnkopf- Rücken (Gi)                                 | 333.01        | Erndtebrück – Benfe Netphen – Walpersdorf                                                                                | Q: Benfe Q: Kütschenlangenbach (Kölschenlangenbach) |                                                           |
| Grauhain Südsüdostkuppe: Nordnordwestkuppe: (⊙)               | 638,0 638,0 636,0 | Ederkopf- Lahnkopf- Rücken (Gi)                                 | 333.01        | Bad Laasphe – Großenbach – Welschengeheu Netphen – Lahnhof – Walpersdorf                                                 | NSG Auerhahnwald; Q: Butzbach Q: Ilm Q: Langenbach Q: Sindernbach (n) (Sinnernbach, Sinnersbach)                                                                                                |                                                           |
| Stiegelburg (⊙)                                               | 637,8             | Ederkopf- Lahnkopf- Rücken (Gi)                                 | 333.01        | Bad Laasphe – Großenbach – Heiligenborn – Welschengeheu Netphen – Lahnhof – Walpersdorf – Werthenbach                    | Wasserbehälter; Q: Breitenbach Q: Demmbach Q: Heinrichquelle Q: Lahnquelle (Lahntopf) Q: Sindernbach (Sinnernbach, Sinnersbach) Q: Werthenbach (Lützelbach)                                     |                                                           |
| Alte Burg (⊙)                                                 | 633,0             | –                                                               | –             | Netphen – Afholderbach – Brauersdorf – Eschenbach – Sohlbach                                                             | Wallanlage; Obernautalsperre (n); Q: Afferbach Q: Burbach (Leybach) Q: Eschenbach Q: Sohlbach (n) Q: Zeppenbach                                                                                 |                                                           |
| Breiter Berg (⊙)                                              | 629,8             | Ederkopf- Lahnkopf- Rücken                                      | 333.01        | Netphen – Afholderbach – Obernau – Sohlbach                                                                              | Obernautalsperre (n); Q: Hohe Netphe (n) Q: Obernau |                                                           |
| Lahnkopf (⊙)                                                  | 624,9             | Ederkopf- Lahnkopf- Rücken (Gi)                                 | 333.01        | Bad Laasphe – Großenbach – Heiligenborn – Welschengeheu Netphen – Lahnhof – Walpersdorf                                  | Q: Butzbach Q: Heinrichquelle Q: Ilm Q: Lahnquelle (Lahntopf) Q: Sindernbach (Sinnernbach, Sinnersbach)                                                                                         |                                                           |
| Haincher Höhe Mittlere Kuppe: Nordostkuppe: Südwestkuppe: (⊙) | 609,0 607,2 605,9 | Kalteiche (mit Haincher Höhe) (Gi); Südliches Siegener Bergland | 333.00 331.04 | Dietzhölztal – Rittershausen Haiger – Offdilln Netphen – Hainchen                                                        | Q: Bichelbach Q: Dill Q: Dietzhölze Q: Langenbach Q: Schwarzer Bach (Schwarzbach) | Blick von Irmgarteichen zur Haincher Höhe; davor Hainchen |
| Sanktkopf (⊙)                                                 | 606               | –                                                               | –             | Netphen – Afholderbach – Beienbach – Brauersdorf – Eschenbach – Nauholz – Nenkersdorf – Obernau – Sohlbach – Walpersdorf | Obernautalsperre (n) |                                                           |
| Steinwäldchen (⊙)                                             | 586,1             | –                                                               | –             | Erndtebrück – Benfe Netphen – Nauholz – Nenkersdorf – Walpersdorf                                                        | Q: Kütschenlangenbach (Kölschenlangenbach; n) Q: Nauholzbach (n) |                                                           |
| Nordhelle (⊙)                                                 | 580,2             | –                                                               | –             | Netphen – Lahnhof – Nenkersdorf – Walpersdorf – Werthenbach                                                              | Q: Altwiesenbach (Haardtbach; Au) |                                                           |
| Hellerkopf (⊙)                                                | 551,8             | –                                                               | –             | Netphen – Grissenbach – Helgersdorf – Nenkersdorf – Salchendorf – Walpersdorf – Werthenbach                              | Q: Schalkenbach Q: Strubach (n) |                                                           |
| Homerich (⊙)                                                  | 546,2             | –                                                               | –             | südwestlich von Oechelhausen                                                                                             | | Der Homerich mittig, rechts der Kindelsberg               |
| Dreisbach (⊙)                                                 | 545,7             | –                                                               | –             | Hilchenbach – Grund – Lützel – Siedlung Lützel – Oechelhausen Netphen – Sohlbach                                         | Afholderbacher Weiher (n), Q: Dreisbach (n) |                                                           |
| Schüffel (⊙)                                                  | 540,9             | –                                                               | –             | Netphen – Eschenbach – Afholderbach – Brauersdorf – Obernau                                                              | Q: Eschenbach | Blick zum Schüffel (links) und zur Alten Burg (rechts)    |
| Heinenberg (⊙)                                                | 530,7             | –                                                               | –             | Netphen – Grissenbach – Helgersdorf – Nenkersdorf – Salchendorf – Werthenbach                                            | Q: Hellsbach (Hälsbach; mit Quellbächen Große Hälsbach und Kleine Hälsbach) Q: Schalkenbach Q: Strubach                                                                                         | Heinenberg                                                |
| Ermelskopf (⊙)                                                | 523,0             | Kalteiche (mit Haincher Höhe) (Gi)                              | 333.00        | Netphen – Hainchen – Werthenbach Dietzhölztal – Rittershausen                                                            | |                                                           |
| Hohe Haardt (⊙)                                               | 517,0             | –                                                               | –             | Netphen – Nauholz – Nenkersdorf – Walpersdorf                                                                            | |                                                           |
| Pfarrbergskopf (⊙)                                            | 512,9             | Südliches Siegener Bergland (Gi)                                | 331.04        | Netphen – Helgersdorf – Irmgarteichen – Werthenbach – Werthenbach-Bahnhof Wilnsdorf – Gernsdorf                          | Q: Mittelbach Q: Ochsenbach |                                                           |
| Leyberg (Nk v. Alte Burg) (⊙)                                 | 512,0             | –                                                               | –             | Netphen – Afholderbach – Brauersdorf – Eschenbach                                                                        | Obernautalsperre (n); Q: Burbach (Leybach) |                                                           |
| Auf den Plätzen (⊙)                                           | 509,4             | –                                                               | –             | Netphen – Grissenbach – Nauholz – Nenkersdorf                                                                            | Q: Grissenbach (n) Q: Hembach Q: Hirschbach |                                                           |
| Haferhain (⊙)                                                 | 503,7             | Südliches Siegener Bergland (Gi)                                | 331.04        | Netphen – Deuz – Salchendorf Siegen – Feuersbach Wilnsdorf – Anzhausen – Flammersbach                                    | Q: Flammersbach | Blick vom Sterndill zum Haferhain                         |
| Söhler (⊙)                                                    | 490,2             | Südliches Siegener Bergland (Gi); Nördliches Siegener Bergland  | 331.04 331.01 | Netphen – Dreis-Tiefenbach – Deuz – Netphen (Ko) Siegen – Breitenbach                                                    | Q: Breitenbach Q: Schmellenbach |                                                           |
| Nollenkopf (⊙)                                                | 479,1             | –                                                               | –             | Netphen – Beienbach – Brauersdorf – Deuz – Grissenbach – Nauholz – Nenkersdorf – Obernau                                 | Q: Kälberseifen Q: Wüste Beienbach |                                                           |
| Auf der Noll Südwestkuppe: Nordostkuppe: (⊙)                  | 474,1 473,0       | –                                                               | –             | Netphen – Deuz – Grissenbach – Salchendorf                                                                               | Q: Hellsbach (Hälsbach; mit Quellbach Große Hälsbach) | Blick durchs Siegtal zum Berg Auf der Noll                |
| Sterndill (⊙)                                                 | 470,1             | –                                                               | –             | Netphen – Beienbach – Grissenbach – Deuz                                                                                 | Q: Grissenbach (n) Q: Wüste Beienbach (n) |                                                           |
| Gösberg (⊙)                                                   | 461,1             | –                                                               | –             | Netphen – Beienbach – Brauersdorf                                                                                        | Q: Busenbach (n) Q: Beienbach (n) |                                                           |
| Nöchel (⊙)                                                    | 451,7             | –                                                               | –             | Hilchenbach – Grund – Lützel – Siedlung Lützel Netphen – Afholderbach – Sohlbach                                         | |                                                           |
| Höhain (⊙)                                                    | 411,1             | –                                                               | –             | Netphen – Beienbach – Brauersdorf – Obernetphen                                                                          | Afholderbacher Weiher (n) |                                                           |
| Hardt (⊙)                                                     | 380,4             | –                                                               | –             | Netphen – Deuz | |                                                           |

Abkürzungen:
- AT = Aussichtsturm
- Gi = Gipfellage in Nachbar-Naturraum
- Ko = Kernort (Hauptort) einer Gemeinde/Stadt – siehe auch Kernstadt
- m = Höhe in Meter (m) über Normalhöhennull (NHN; wenn nicht anders angegeben laut im Spaltenkopf genanntem [2])
- n = nahe (in der Nähe)
- Nk = Nebenkuppe
- Nr./Nrn. = Nummer/Nummern (steht hier für Naturraum/-räume)
- NSG = Naturschutzgebiet
- Q = Quelle

### Gewässer
Das mit Abstand längste Fließgewässer der Siegerländer Rothaar-Vorhöhen ist die Sieg (155,2 km), die etwa am Ostrand des Naturraums der Siegquelle entfließt und deren Oberlauf durch den Naturraum fließt. Größtes Stillgewässer ist die zentral liegende Obernautalsperre (0,86 km²).

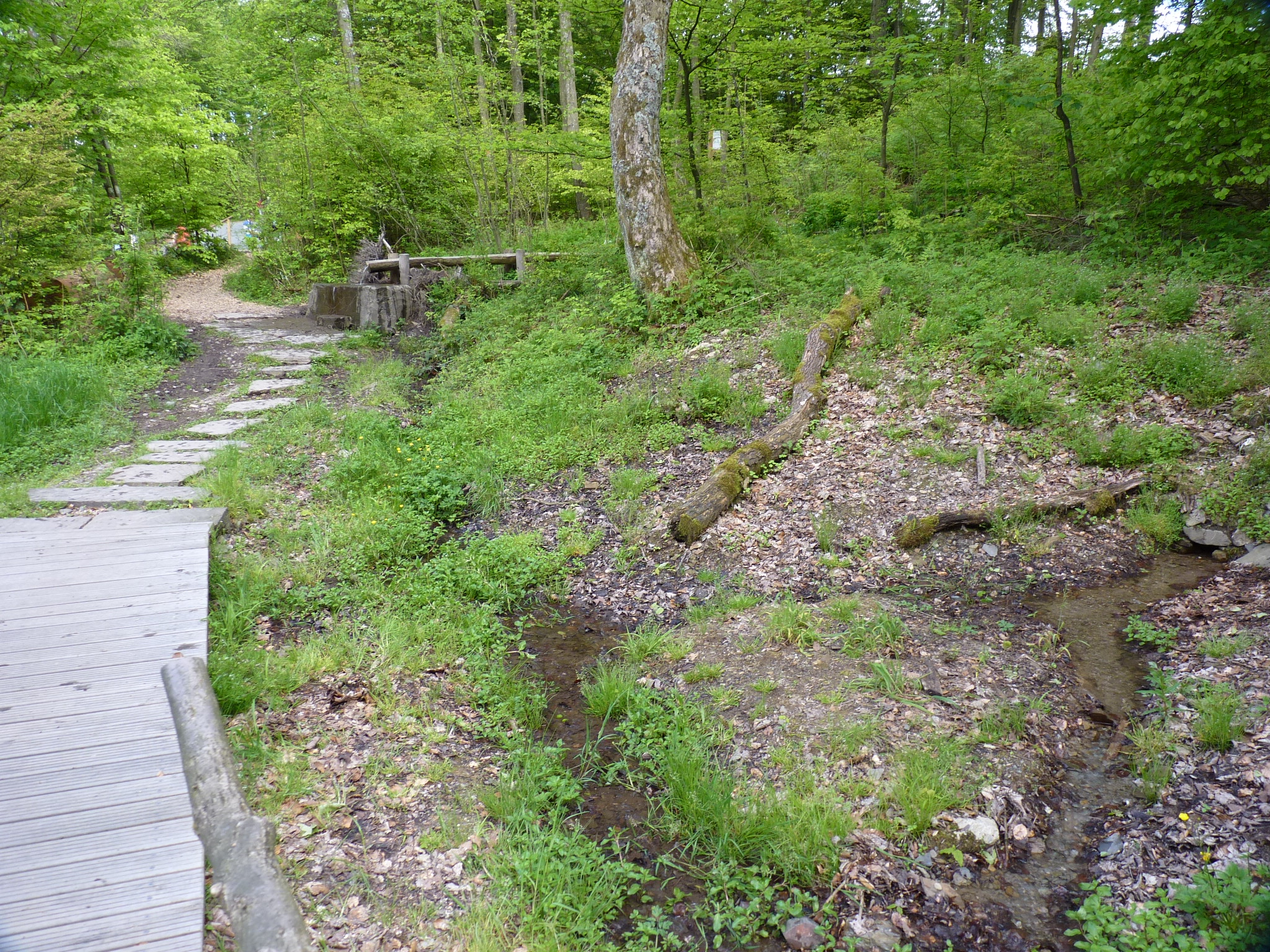
Siegquelle am Jägerhain (2014)

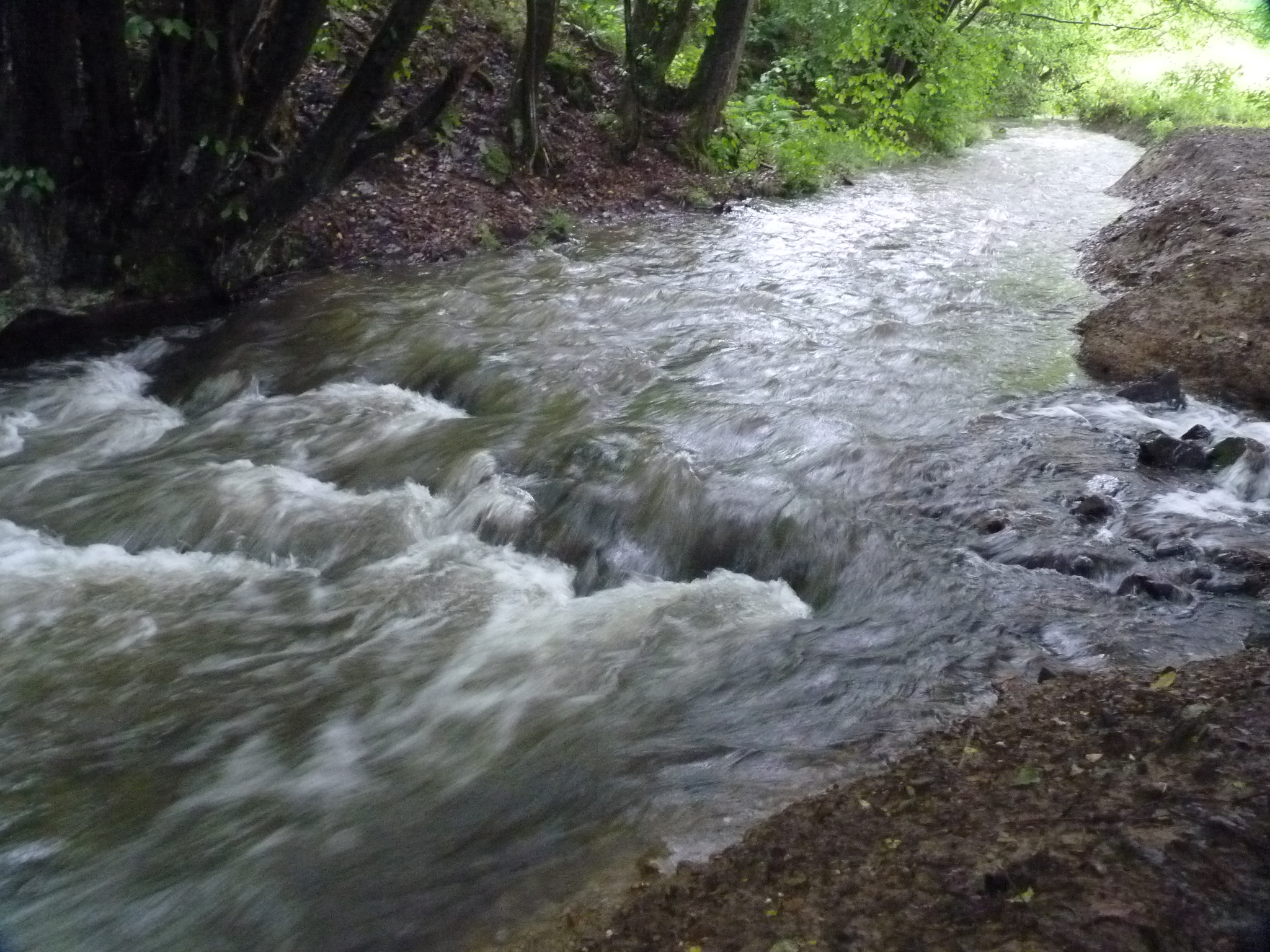
Geiersgrundbach nahe Hainchen (2014)

Gewässer der Siegerländer Rothaar-Vorhöhen sind:

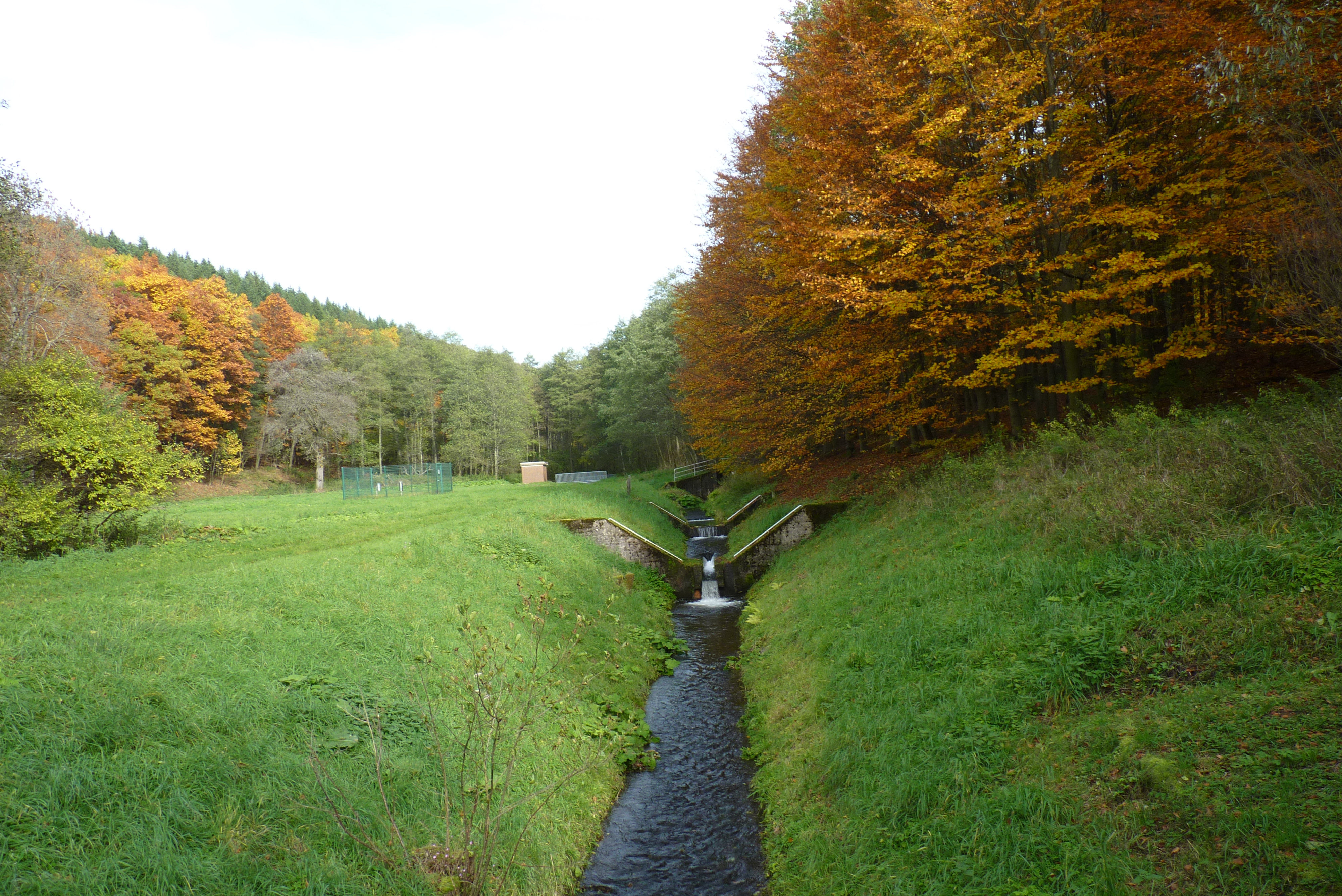
Nauholzbach nahe der Obernautalsperre

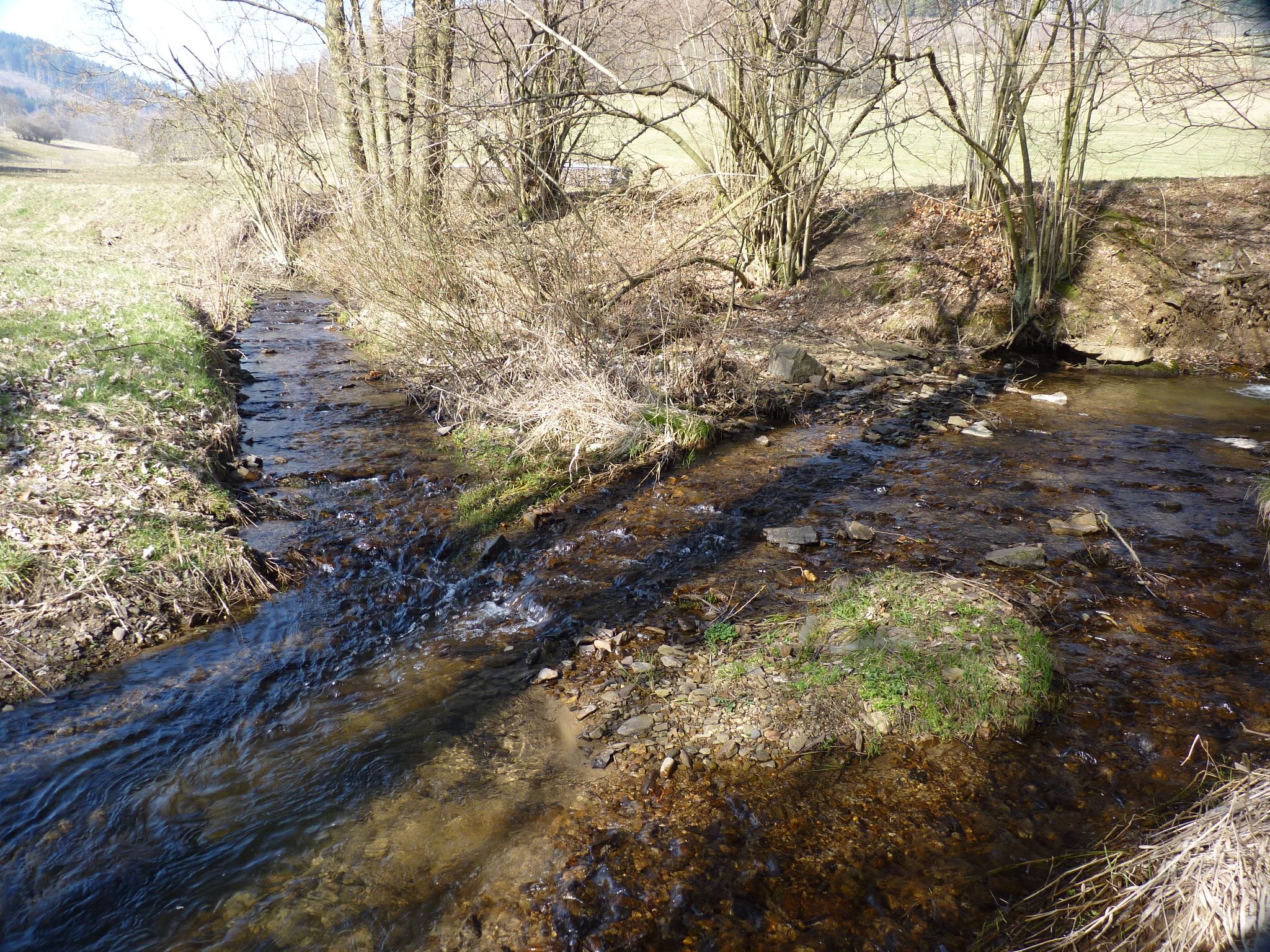
Mündung des Kütschenlangenbachs (links) in die Sieg (vorne)

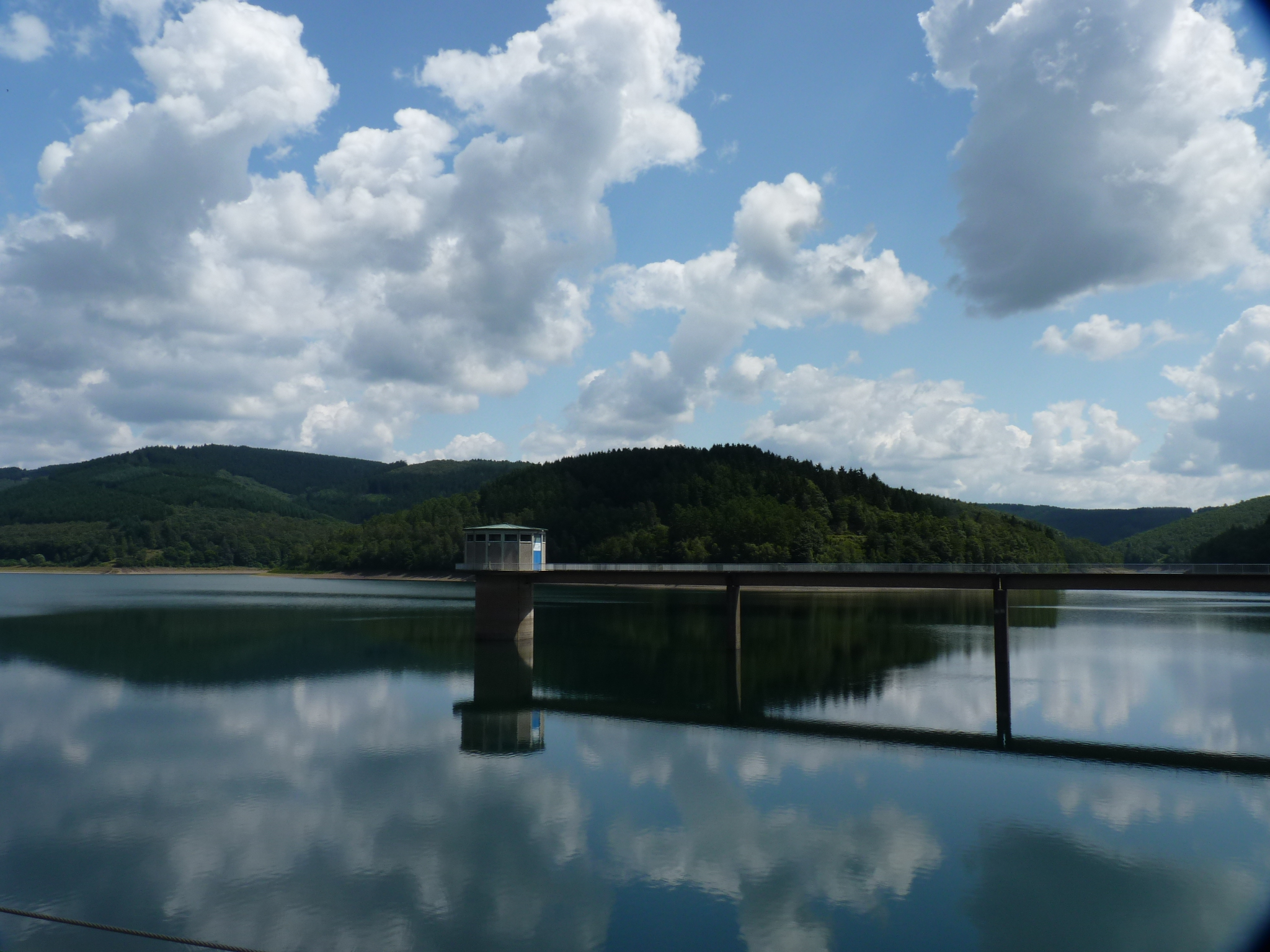
Obernautalsperre mit Entnahmeturm; links der Sanktkopf und mittig dessen Ausläufer Sandhelle (2014)

Fließgewässer:
Folgende Fließgewässer entspringen in den Siegerländer Rothaar-Vorhöhen oder durchfließen den Naturraum:
| Name               | Länge (km) | Einzugs- gebiet (km²) | Quellgebiet              | Orte (flussabwärts) (*: Mündungsort)                         | GKZ      |
| ------------------ | ---------- | --------------------- | ------------------------ | ------------------------------------------------------------ | -------- |
| Sieg               | 155,2      | 2856,90               | Jägerhain                | Walpersdorf, Nenkersdorf, Grissenbach, Deuz, Netphen         | 272      |
| Dreisbach          | 14,3       | 26,070                | nahe Kronprinzeneiche    | Oechelhausen, Ruckersfeld, Eckmannshausen, Dreis-Tiefenbach* | 272-138  |
| Netphe             | 10,8       | 19,984                | Forsthaus Hohenroth      | Sohlbach, Afholderbach, Eschenbach, Netphen*                 | 272-136  |
| Werthenbach        | 9,7        | 27,70                 | Stiegelburg              | Werthenbach, Helgersdorf, Salchendorf, Deuz*                 | 272-12   |
| Geiersgrundbach    | 7,0        | 10,089                | Jagdberg                 | Hainchen, Werthenbach*                                       | 272-112  |
| Obernau            | 6,3        | 14,890                | Breiter Berg             | Brauersdorf, Netphen*                                        | 272-134  |
| Mühlenbach         | 4,6        | 2,764                 | Homerich                 | Netphen*                                                     | 272-1366 |
| Nauholzbach        | 3,9        | 6,008                 | nahe Forsthaus Hohenroth |                                                              | 272-1342 |
| Wüste Beienbach    | 3,8        | 2,756                 | Nollenkopf               |                                                              | 272-1312 |
| Sindernbach        | 3,6        | 3,471                 | Lahnkopf                 | Walpersdorf, Nenkersdorf*                                    | 272-114  |
| Beienbach          | 3,2        | 2,511                 | Kermerling               | Beienbach*                                                   | 272-132  |
| Leimbach           | 2,8        | 1,811                 | Homerich                 | Netphen*                                                     | 272-1364 |
| Altwiesenbach      | 2,8        |                       | Nordhelle                | Nenkersdorf, Grissenbach*                                    | 272-1154 |
| Grissenbach        | 2,7        | 2,204                 | Auf den Plätzen          | Grissenbach*                                                 | 272-116  |
| Kütschenlangenbach | 2,5        | 2,123                 | Rauher Kopf              |                                                              | 272-112  |
| Alte Netphe        | 2,3        | 2,914                 | Giller                   |                                                              | 272-1362 |
| Schalkenbach       | 2,3        | 1,714                 | Hellerkopf               | Salchendorf*                                                 | 272-124  |
| Langenbach         | 1,7        |                       | Grauhain                 |                                                              | 272-1132 |
| Mittelbach         | 1,7        |                       |                          | Salchendorf*                                                 | 272-1292 |
| Ahornbach          | 1,6        |                       | Rauher Kopf              |                                                              | 272-1112 |
| Hellsbach          | 1,0        |                       | Heinenberg               | Grissenbach*                                                 | 272-1156 |

Stillgewässer:
Folgende Stillgewässer (Stauseen und Weiher) liegen in den Siegerländer Rothaar-Vorhöhen:
- Obernautalsperre an der Obernau
  - Vorsperre Nauholz am Nauholzbach (in Gemarkung Nauholz)
  - Vorsperre Obernau an der Obernau (in Gemarkung Brauersdorf; nahe Gemarkung Obernau)
- Afholderbacher Weiher an der Netphe
- Sohlbacher Weiher an der Hohen Netphe (Oberlauf der Netphe)

## Geologie
Das Gestein der Siegerländer Rothaar-Vorhöhen stammt aus dem Devon und gliedert sich hier in die zwei Unterarten Obere Siegener Schichten und Untere Siegener Schichten. Lediglich im Randbereich zum Ederkopf-Lahnkopf-Rücken ist die (auch zum Devon gehörende) Schicht Ers, ungegliedert aufgeschlossen.

## Klima
Die Siegerländer Rothaar-Vorhöhen haben ein deutlich raueres Klima als der Siegener Talkessel. Die Jahresniederschläge liegen je nach Höhenlage zwischen 1000 Litern im Südwesten des Naturraums und bis zu 1500 Litern im Luv des Rothaargebirges im Umfeld vom Forsthaus Hohenroth. Auch die Temperatur ist mit durchschnittlich nur rund 6 bis 7 °C auf den Höhen und etwa 8 bis 9 °C in den Tälern vor allem entlang der Eisenstraße relativ niedrig.

## Schutzgebiete
Ein Großteil der Siegerländer Rothaar-Vorhöhen befindet sich im Landschaftsschutzgebiet Netphen (CDDA-Nr. 390136; 1985 ausgewiesen; 118,9074 km² groß). Im Naturraum befinden sich zudem vier Naturschutzgebiete (NSG), von denen zwei im Grenzbereich liegen: NSG Auenwald (CDDA-Nr. 162262; 1985; 14,18 ha) an der Sieg zwischen Netphen und Deuz, die beiden NSGs Birkenborn, Flurteil Sinderbach (CDDA-Nr. 162429; 1957; 7,84 ha) und Birkenborn, Flurteil Eckstein (CDDA-Nr. 162428; 1957; 6,88 ha) nahe dem Sindernbach, sowie das NSG Rothaarkamm und Wiesentäler (CDDA-Nr. 329599; 1930; 8,9236 km²), das nahe der Eisenstraße liegt. Auch liegen Teile des Fauna-Flora-Habitat-Gebiets Rothaarkamm und Wiesentäler (FFH-Nr. 5015-301; 34,4146 km²) im Naturraum.

## Sehenswürdigkeiten

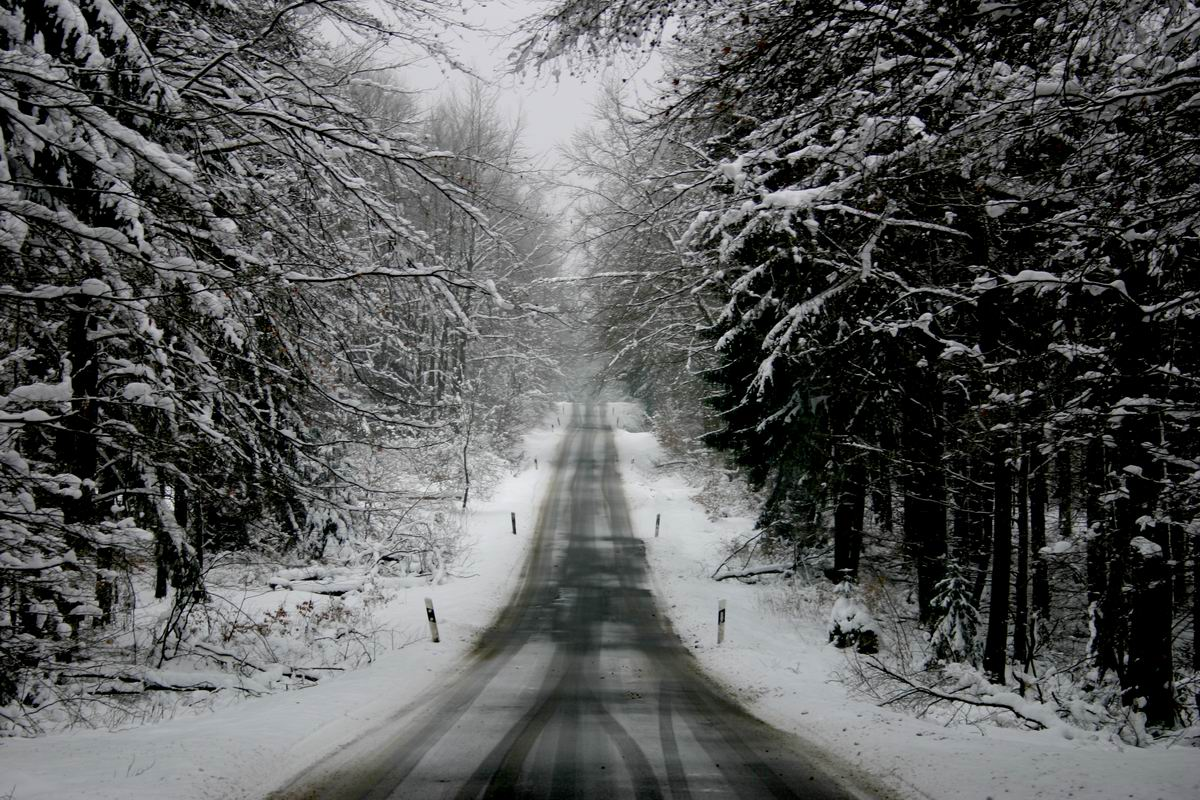
Eisenstraße des Rothaargebirges nahe der Siegquelle

Zu den Sehenswürdigkeiten der Siegerländer Rothaar-Vorhöhen gehören:
- Wassermühle Nenkersdorf
- Wasserburg Hainchen
- Obernautalsperre
- Forsthaus Hohenroth
- Eisenstraße des Rothaargebirges
- Wallanlagen auf der Alten Burg

## Verkehr und Wandern
Durch den Naturraum verlaufen unter anderem die Bundesstraße 62, die Landesstraßen 729 und 722 (Letztere mit der Eisenstraße des Rothaargebirges). Der Fernwanderweg Rothaarsteig führt entlang der Naturraumgrenze mit einigen Zuwegen aus den Netphener Ortschaften. Künftig (Ende 2016) wird auch der Natursteig Sieg durch den Naturraum führen.
Als Rundwege gibt es zudem den Dilldappenwanderweg bei Hainchen, den Köhlerpfad bei Walpersdorf und den Netphener Keltenweg (als einen der WanderHöhepunkte links und rechts des Rothaarsteigs), sowie den Bodenlehrpfad beim Forsthaus Hohenroth und den Walderlebnispfad Siegquelle, welche beide jeweils im Grenzbereich zum angrenzenden Naturraum Ederkopf-Lahnkopf-Rücken liegen.

## Galerie

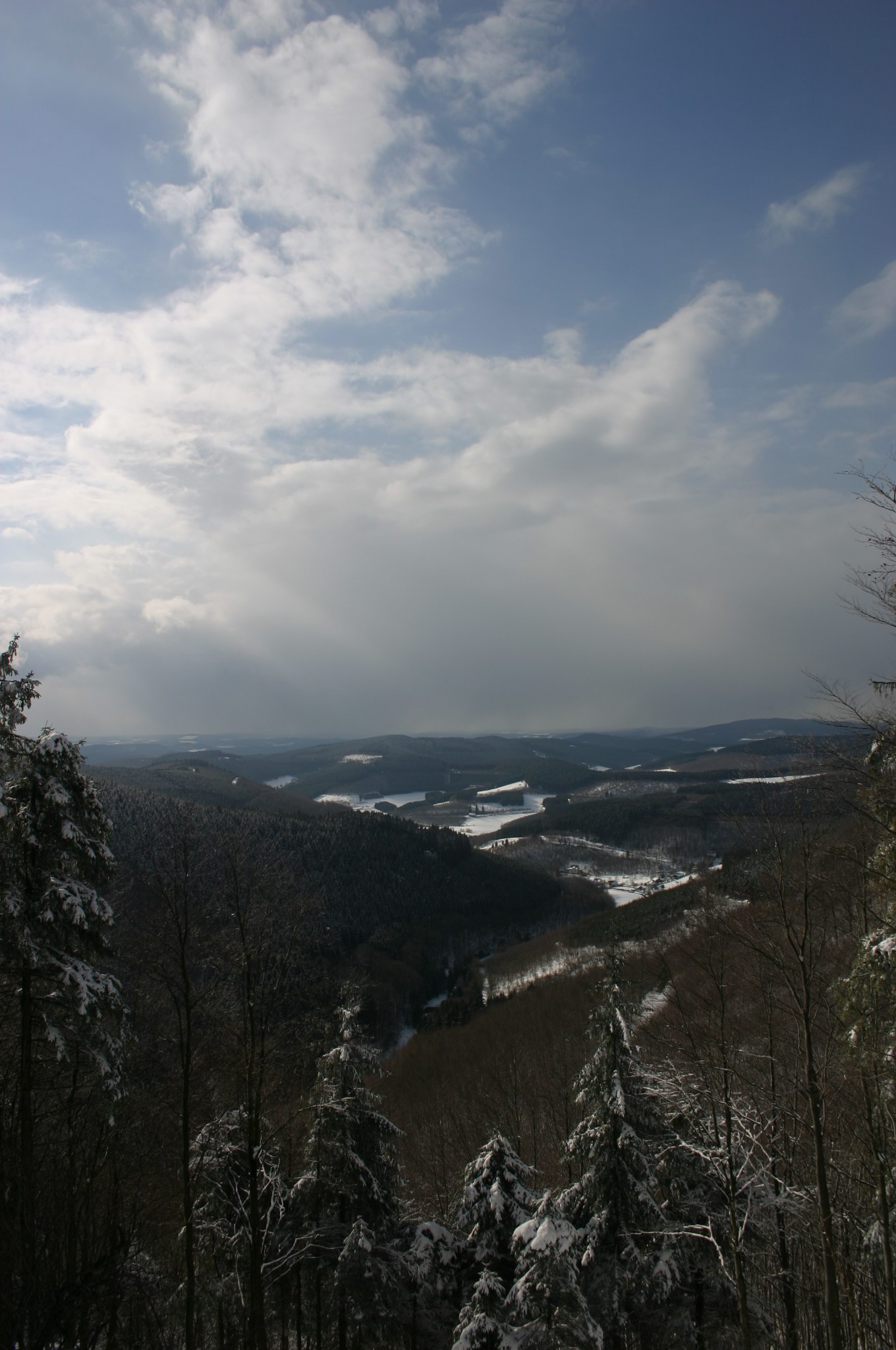
Blick von der Schönen Aussicht bei der Eisenstraße des Rothaargebirges nach Westen über die Siegerländer Rothaar-Vorhöhen
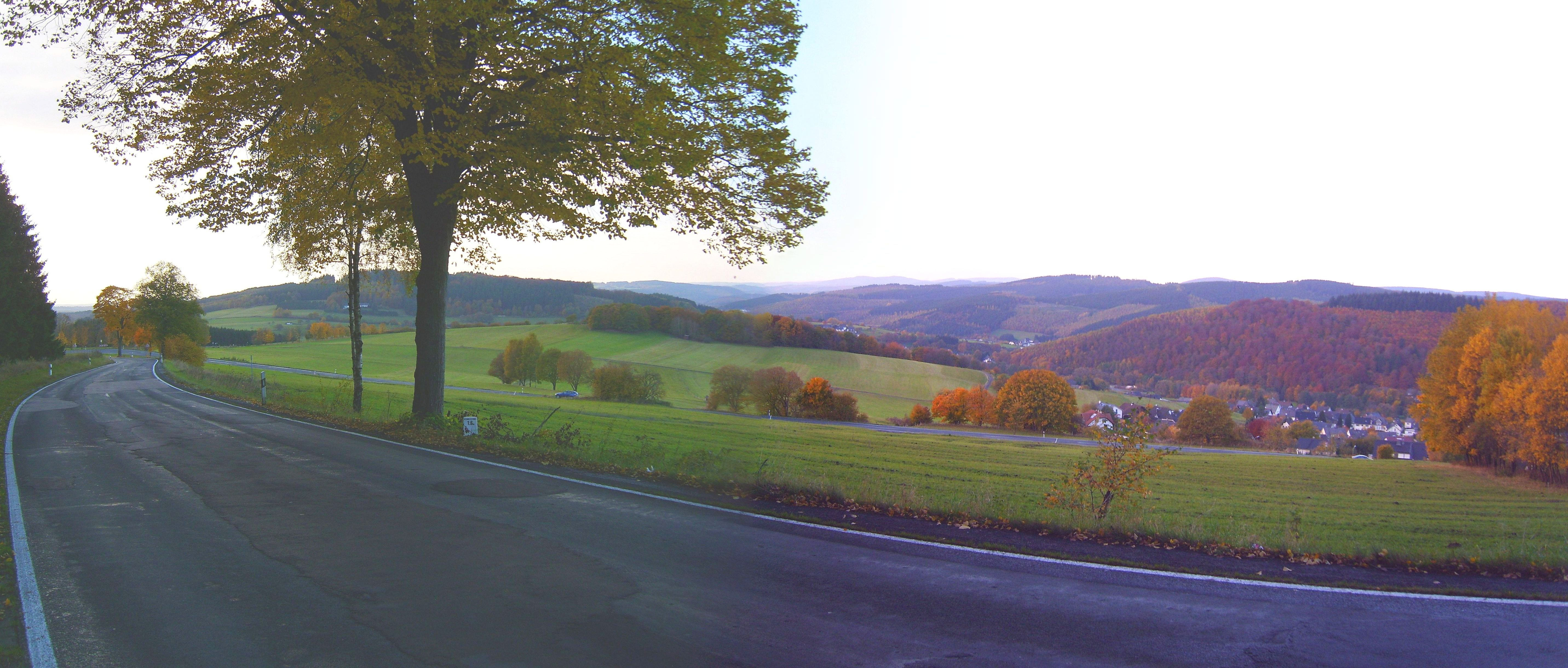
Blick vom Nordwesthang der Haincher Höhe; u. a. mit dem Pfarrbergskopf (links hinten)